# SLUC Nancy Basket
Stade Lorrain Université Club Nancy Basket ist ein französischer Basketballverein. Er ist in Nancy beheimatet und wurde 1967 gegründet. Die Mannschaft trägt ihre Heimspiele im Palais des Sports Jean Weille aus. Der Verein spielte lange Zeit in der höchsten französischen Spielklasse LNB Pro A, die er 2008 nach drei Finalniederlagen in Serie (2005 bis 2007) erstmals als französischer Meister abschloss. 2011 konnte man erneut die Meisterschaft feiern, aber 2017 folgte der Abstieg in die zweitklassige LNB Pro B.

## Erfolge
National
- Französische Meisterschaft (2): 2008, 2011
- Sieger der Semaine des As: 2005

International
- Sieger des Korać-Cup: 2002

## Kader der Saison 2017/18
| Nummer | Name              | Nationalität       | Position | Größe [cm] | Alter |
| ------ | ----------------- | ------------------ | -------- | ---------- | ----- |
| 4      | Ivan Aska         | Vereinigte Staaten | F/C      | 203        | 27    |
| 5      | Philippe Braud    | Frankreich         | SG       | 193        | 32    |
| 6      | Enzo Goudou-Sinha | Frankreich         | PG       | 182        | 19    |
| 8      | Brynton Lemar     | Vereinigte Staaten | SF       | 193        | 22    |
| 9      | Gary Florimont    | Frankreich         | C        | 203        | 30    |
| 10     | Gaetan Clerc      | Frankreich         | G        | 188        | 26    |
| 11     | Valentin Chery    | Frankreich         | F        | 200        | 20    |
| 12     | Mickael Var       | Frankreich         | F/C      | 205        | 28    |
| 13     | Williams Narace   | Kamerun            | PF       | 201        | 20    |
| 14     | Dewayne Russel    | Vereinigte Staaten | G        | 180        | 24    |
| 15     | Jevohn Shepherd   | Kanada             | G/F      | 196        | 31    |

Stand: 23. Februar 2018. Quelle: basketball.eurobasket.com

## Aktuelle und ehemalige Spieler
| Darius Adams                           | Alexandre Chassang | Joseph Gomis  | Keith Jennings    | Rob Kurz       | Florent Piétrus  | Ronnie Smith |
| Adrian Autry                           | Tremmell Darden    | Jeff Greer    | Cyril Julian      | Demond Mallet  | Brion Rush       |              |
| Marcus Banks                           | Willie Deane       | Ricardo Greer | Benkaly Kaba      | Bingo Merriex  | Jevohn Shepherd  |              |
| Nicolas Batum                          | Vaughn Duggins     | Thomas Grün   | Elmedin Kikanović | Adrien Moerman | Jamal Shuler     |              |
| Devin Booker (Basketballspieler, 1991) | Yannick Franke     | DeRon Hayes   | Derwin Kitchen    | TJ Parker      | Marcus Slaughter |              |